# Горки (Ямало-Ненецкий автономный округ)
Горки — село в Шурышкарском районе Ямало-Ненецкого автономного округа России.

## География
Расположено на правом берегу реки Обь, в 175 км к югу от города Салехарда и в 48 км к юго-востоку от районного центра, села Мужи.

## Население
| 1989 | 2002  | 2010  | 2021  |
| ---- | ----- | ----- | ----- |
| 1924 | ↘1808 | ↗1953 | ↘1415 |

## История
С 2005 до 2022 гг. село было центром сельского поселения Горковское, упразднённого в 2022 году в связи с преобразованием муниципального района в муниципальный округ.

## Транспорт
В селе действует аэропорт, откуда вертолеты отправляются в Салехард. Также из села идет автодорога Горки — Лопхари, которая работает в зимнее время года.

## Инфраструктура
В селе есть аэропорт, вертолетная площадка, пожарная часть, рынок, школа, детский сад, ресторан, платежный терминал.
Улицы в селе Горки:
- улица 2-я Кушеватская
- улица 8 Марта
- улица Восточная
- улица Гагарина
- улица Горина
- улица Есенина
- улица Заводская
- улица Кедровая
- улица Кирпичная
- улица Колхозная
- улица Кооперативная
- улица Кушеватская
- улица Лесная
- улица Мира
- улица Молодежная
- улица Набережная
- улица Новая
- улица Октябрьская
- улица Первомайская
- улица Подгорная
- улица Полевая
- улица Рабочая
- улица Республики
- улица Северная
- улица Совхозная
- улица Строителей
- улица Таёжная
- улица Школьная
- улица Энергетиков
- улица Юбилейная